# Hydrocotyle pennellii
Hydrocotyle pennellii är en växtart i släktet Hydrocotyle och familjen araliaväxter.
Arten förekommer i Colombia och Ecuador. Den beskrevs av Joseph Nelson Rose och Mildred Esther Mathias 1936.